# 石川真介
石川 真介（いしかわしんすけ、1953年 - ）は、日本の推理作家。
福井ふるさと大使。鯖江市ふるさと大使。日本推理作家協会会員。

## 経歴
福井県鯖江市生まれ。
鯖江市立神明小学校、同中央中学校を経て、東京大学法学部卒。
1991年に処女小説『不連続線』（光文社文庫）で第2回鮎川哲也賞を受賞。トヨタ自動車に勤務しながら、旺盛な執筆活動を続けている。錯綜したストーリーと堅牢な構成、女性の数奇な運命と斬新な社会テーマ、丹念な現地取材に基づくローカル描写とグルメ、そして奇抜なアリバイ工作を主眼に置いた長編旅情ミステリーを得意にしている。シリーズで活躍する探偵役は、事件記者兼推理作家兼特任捜査官の吉本紀子と愛知県警所属広域捜査官の上島透警部。『女と愛とミステリー』（テレビ東京系）、『木曜ミステリー』（テレビ朝日系）でドラマ化。
光文社文庫版を除いて、紙の本は大半が絶版になっていたが、アドレナライズから2018年内に全点が電子書籍化された。さらに、同社を主戦場として、年に3、4タイトルの新作長編を発表していく予定。
2019年1月、アドレナライズから電子書籍初の書き下ろし『南紀十津川殺人ライン』を配信。
同年7月、アドレナライズから電子書籍書き下ろし2作目『シンデレラ名古屋嬢殺人事件』を配信。
2020年3月、アドレナライズから電子書籍書き下ろし3作目『越前海岸・島別荘の恐怖』を配信。
同年8月、アドレナライズから電子書籍書き下ろし4作目『鮎川哲也の女たち』を配信。
2021年10月、アドレナライズから電子書籍書き下ろし5作目『謀略と欲望の伊勢志摩妖鬼』を配信。
同年12月、アドレナライズから電子書籍書き下ろし6作目『全訂決定版・不連続線』＝鮎川哲也賞受賞30周年記念作を配信。

## 作品一覧（全点が電子書籍化）
- 不連続線【第2回鮎川哲也賞受賞作】（光文社文庫）1999年3月 ISBN 9784334727833
- 不連続線（東京創元社）1991年11月
- 越前の女（東京創元社）1992年12月
- 断崖の女（光文社文庫） 2000年3月 ISBN 9784334729714
- 琵琶湖殺人探訪:愛と死の近江路紀行（ビッグ・ブックス、青樹社） 2000年9月 ISBN 9784791312122
- 金沢能登殺人周遊:奇跡のからくり（ビッグ・ブックス） 2001年7月 ISBN 9784791312344
- 越前の女:東尋坊殺人事件（光文社文庫） 2001年8月 ISBN 9784334731878
- 若狭小浜殺人紀行（コスモノベルス、コスミック出版） 2002/05 ISBN 9784774703503
- 死刑、廃止せず（河出書房新社） 2002年7月 ISBN 9784309014807
- 自動車の女:三河路殺人慕情（光文社文庫） 2002年9月 ISBN 9784334733803
- 知多半島殺人連鎖（コスモノベルス） 2002年11月 ISBN 9784774703541
- 信州飯田殺人奔流（ジョイ・ノベルス、実業之日本社） 2003年4月 ISBN 9784408602172
- 横浜赤い靴殺人事件（コスモノベルス） 2003年5月 ISBN 9784774703565
- 尾張路殺人哀歌:喪失の殺人者（光文社文庫） 2003年5月 ISBN 9784334734824
- 京都嵯峨野殺意の旅（12ポケット・ノベルス、ワンツーマガジン社） 2003年9月 ISBN 9784901579452
- 越中八尾、恩讐の殺人（ジョイ・ノベルス） 2004年1月 ISBN 9784408602516
- 美濃路殺人悲愁:私法廷の殺人者（光文社文庫） 2004年2月 ISBN 9784334736323
- 奈良吉野山万葉の殺人（12ポケット・ノベルス） 2004年6月 ISBN 9784901579629
- 下呂高山殺人街道（ジョイ・ノベルス） 2004年10月 ISBN 9784408602929
- 水の都大阪3重殺（ジョイ・ノベルス） 2005/06 ISBN 9784408603261
- 名画は踊る:越前殺人事件（ジョイ・ノベルス） 2005年12月 ISBN 9784408603513
- 舞鶴丹後鳴き砂殺人ライン（ジョイ・ノベルス） 2006年7月 ISBN 9784408603827
- 和歌山殺人事件（ジョイ・ノベルス） 2006年12月 ISBN 9784408604138
- 金沢郡上殺人ライン（ジョイ・ノベルス） 2007年8月 ISBN 9784408604503
- 愛と憎しみの伊勢志摩殺人ライン（ジョイ・ノベルス）2008年5月 ISBN 9784408604930
- 神戸中禅寺湖殺人ライン（ジョイ・ノベルス） 2009年2月 ISBN 9784408605395
- 南紀十津川殺人ライン アドレナライズ電子書籍 2019年1月
- シンデレラ名古屋嬢殺人事件 アドレナライズ電子書籍 2019年7月
- 越前海岸・島別荘の恐怖 アドレナライズ電子書籍 2020年3月
- 鮎川哲也の女たち アドレナライズ電子書籍 2020年8月
- 謀略と欲望の伊勢志摩妖鬼 アドレナライズ電子書籍2021年10月
- 全訂決定版・不連続線 アドレナライズ電子書籍2021年12月＝鮎川哲也賞受賞30周年記念作